# 인용 분석
인용 분석(Citation analysis)은 문서의 인용 빈도, 패턴 및 그래프를 조사하는 것이다. 한 문서에서 다른 문서로의 링크인 유향 인용 그래프를 사용하여 문서의 속성을 드러낸다. 일반적인 목표는 컬렉션에서 가장 중요한 문서를 식별하는 것이다. 대표적인 예가 학술논문과 서적의 인용이다. 또 다른 예를 들어, 법관은 이전 사건에서 내린 판결을 다시 참조하여 자신의 판결을 뒷받침한다. 추가적인 예는 선행 기술을 포함하는 특허, 현재 청구범위와 관련된 이전 특허의 인용으로 제공된다. 특허 데이터의 디지털화와 컴퓨팅 성능의 향상으로 인해 이러한 인용 데이터를 사용하여 혁신 속성을 측정하고 지식 흐름을 추적하며 혁신 네트워크를 매핑하는 실무 커뮤니티가 탄생했다.
문서는 인용 외에도 저자, 출판사, 저널 및 실제 텍스트와 같은 다른 많은 기능과 연관될 수 있다. 문서 모음에 대한 일반적인 분석은 계량서지학으로 알려져 있으며 인용 분석은 해당 분야의 핵심 부분이다. 예를 들어, 서지 결합 및 동시 인용은 인용 분석(공유 인용 또는 공유 참조)을 기반으로 한 연관 측정이다. 1965년 기사 "Networks of Scientific Papers"에서 지적된 것처럼 문서 모음의 인용은 인용 그래프와 같은 형식으로 표시될 수도 있다. 이는 인용 분석이 소셜 네트워크 분석 및 네트워크 과학의 측면을 활용한다는 것을 의미한다.
자동화된 인용 색인 생성의 초기 사례는 학술 논문 간의 인용에 사용된 CiteSeer였으며, Web of Science는 더 넓은 범위의 정보 소스를 반영하는 학술 도서 및 기사 그 이상을 포함하는 현대 시스템의 예이다. 오늘날 자동화된 인용 색인 생성은 인용 분석 연구의 성격을 변화시켜 대규모 패턴과 지식 발견을 위해 수백만 건의 인용을 분석할 수 있게 되었다. 인용 분석 도구는 인용 지수의 데이터를 기반으로 학자에 대한 다양한 영향 측정값을 계산하는 데 사용할 수 있다. 이러한 도구는 전문 심사위원 식별부터 논문 검토 및 보조금 제안까지 학술 지원을 위한 투명한 데이터 제공에 이르기까지 다양한 용도로 사용할 수 있다. 검토, 임기 및 승진 결정을 내릴 수 있다. 제한된 자원에 대한 이러한 경쟁은 인용을 늘리기 위해 윤리적으로 의심스러운 행동으로 이어질 수 있다.
인용 패턴에 영향을 미칠 수 있는 다른 요인을 고려하지 않고 다양한 학술 논문의 영향을 비교하기 위해 인용 분석을 순진하게 사용하는 관행에 대해 많은 비판이 있었다. 이러한 비판 중에서 반복되는 비판은 "분야 의존적 요인"에 초점을 맞추고 있다. 이는 인용 관행이 과학 분야마다, 심지어 한 학문 분야 내 연구 분야 간에도 다르다는 사실을 의미한다.

## 같이 보기
- 페이지랭크